# Giulio Cesare, il conquistatore delle Gallie
Caesar the Conqueror (Italiaanse titel: Giulio Cesare, il conquistatore delle Gallie) is een Italiaanse film uit 1962, lichtelijk gebaseerd op de in de 1e eeuw v.Chr. gevoerde strijd tussen de Romeinse veldheer Julius Caesar en de Gallische leider Vercingetorix. Er wordt vaak gewezen op zijn historische incorrectheid wat betreft de weergave van de gebeurtenissen van destijds. De bewerkte Amerikaanse versie van de film bevindt zich tegenwoordig in het publiek domein. Regisseur van de film was de Italiaan Tanio Boccia.

## Rolverdeling
| Acteur           | Personage           |
| ---------------- | ------------------- |
| Cameron Mitchell | Julius Caesar       |
| Rik Battaglia    | Vercingetorix       |
| Dominique Wilms  | Koningin Astrid     |
| Ivica Pajer      | Claudius Valerianus |
| Raffaella Carrà  | Publia              |
| Carlo Tamberlani | Pompeius            |
| Cesare Fantoni   | Caius Opio          |
| Giulio Donnini   | Eporedorix          |
| Nerio Bernardi   | Quintus Cicero      |
| Carla Calò       | Calpurnia Pisonis   |
| Piero Palermini  | ?                   |
| Bruno Tocci      | Marcus Antonius     |
| Aldo Pini        | Quintus Cicero      |
| Lucia Randi      | Clelia              |
| Fedele Gentile   | Centurio            |
| Enzo Petracca    | Titus Azius         |
| Alberto Manetti  | ?                   |